# Ulica Główna w Tarnowskich Górach
Ulica Główna w Tarnowskich Górach – jedna z ulic tarnogórskiej dzielnicy Bobrowniki Śląskie-Piekary Rudne, stanowiąca centralną część założenia dawnej wsi Bobrowniki. Ma status drogi gminnej klasy Z o numerze 270 052 S.

## Przebieg
Ulica Główna jest kontynuacją ulicy Leopolda Staffa i rozpoczyna swój bieg na skrzyżowaniu z ulicami Parkową i Puszkina. Początkowo kieruje się na północny wschód, by po około 140 metrach przyjąć kierunek południowo-wschodni. Po drodze tworzy liczne rozwidlenia, przecinając plac stanowiący pierwotne założenie dawnej wsi Bobrowniki, od którego odchodzą ulice: Spacerowa (dawniej Stawowa), Podmiejska i Kłosowa. Następnie mija budynek dawnego urzędu gminy oraz zabytkową kaplicę, na wysokości której przyjmuje kierunek wschodni. Po około 100 metrach krzyżuje się z ulicą Wapienną, a po kolejnych 100 metrach kończy swój bieg na skrzyżowaniu z ulicą Józefa Korola stanowiącą część drogi krajowej nr 11.

## Historia

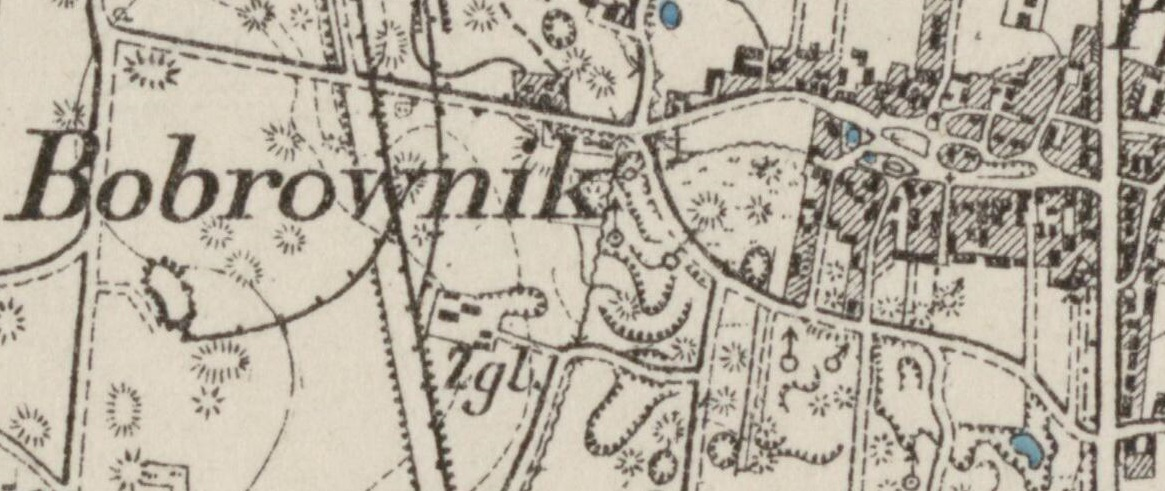
Bobrowniki (niem. Bobrownik) na fragmencie niemieckiej mapy Górnego Śląska z 1925 roku (na podstawie pruskiej mapy z 1881 roku);
charakterystyczny układ dróg we wsi (wraz z obecną ul. Główną) widoczny w prawym górnym rogu grafiki

Pierwsza wzmianka o wsi służebnej biorącej swoją nazwę od bobrowników (osób dozorujących gony bobrowe) pochodzi, zdaniem prof. Jana Drabiny, z dokumentu wystawionego we Wrocławiu 1 września 1273 roku przez niejakiego Nikolausa, obywatela bytomskiego. Informuje on w nim o wyniku rokowań z opactwem premonstratensów wrocławskich, które dotyczyły villa Bobrownik i dziesięcin w tej wsi świadczonych. Z kolei według dr. hab. Marka Wrońskiego wieś została po raz pierwszy wymieniona 26 stycznia 1369 roku, w dwóch dokumentach traktujących o dokonaniu podziału zamku, miasta (Bytomia) i całej ziemi bytomskiej między księcia oleśnickiego Konrada II i księcia cieszyńskiego Przemysława I, natomiast wcześniejszy, średniowieczny zapis dotyczy Bobrownik położonych nad Brynicą.
Pierwotne Bobrowniki były typową owalnicą, której centrum stanowił założony na rzece Stole staw o powierzchni około 1200 m². Korzystali z niego przez wieki miejscowi hodowcy bobrów. Wokół stawu rozlokowane były drewniane domostwa, a jego brzegiem oraz wzdłuż rzeki przebiegała główna ulica wsi, nazywana Hauptstraße (obecna ul. Główna). W kierunku zachodnim droga ta prowadziła do Rept oraz Tarnowic, a w kierunku wschodnim do Piekar Rudnych, Radzionkowa i dalej do Bytomia.

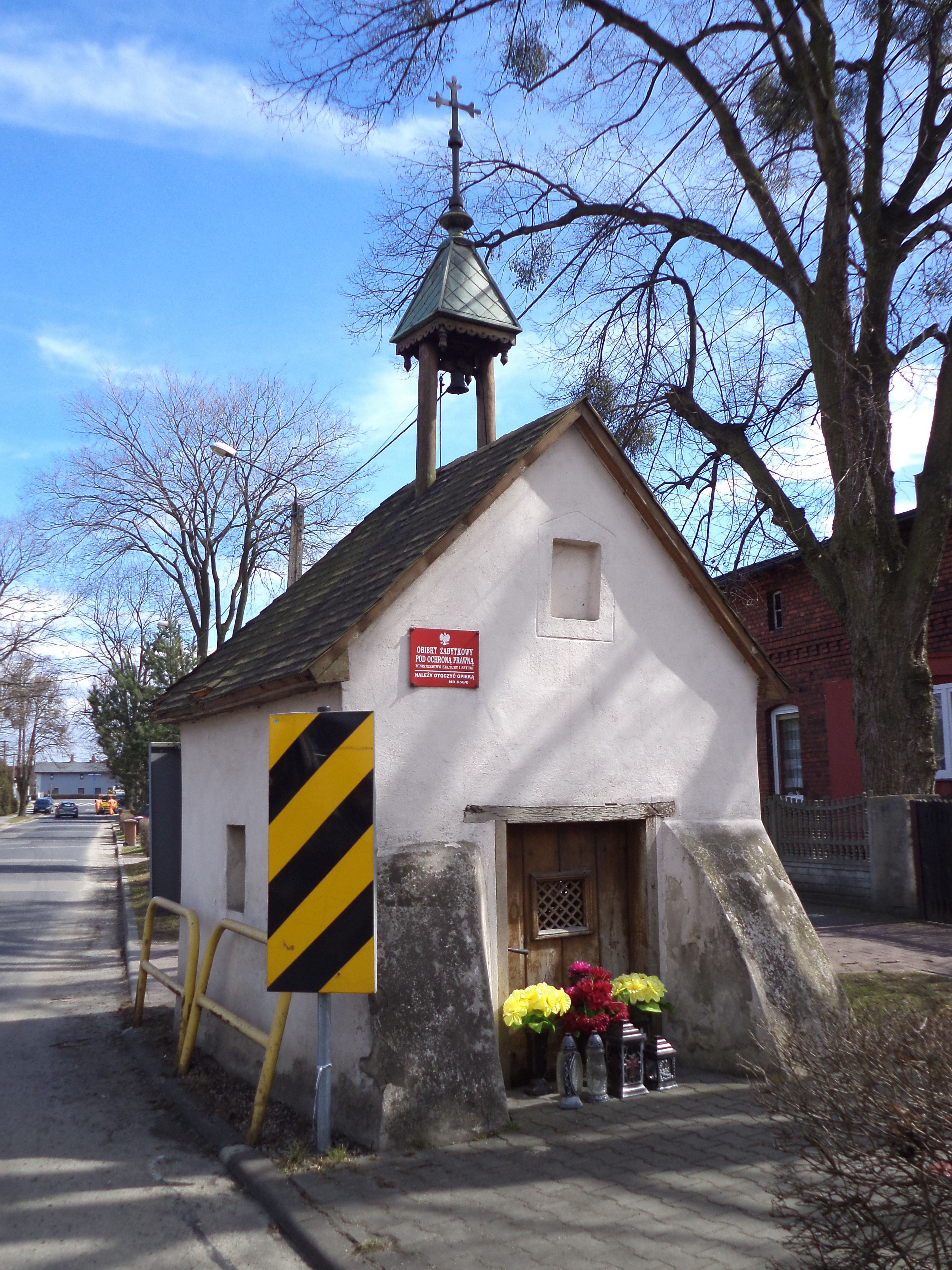
Zabytkowa kaplica przy ul. Głównej (widocznej po lewej w tle; zdj. 2018)

Na przełomie XVIII i XIX wieku w tym centralnym miejscu osady, prawdopodobnie na fundamentach wcześniej stojącej kaplicy drewnianej, zbudowano murowaną kaplicę. W 2. połowie wieku XIX w miejsce zabudowań drewnianych, przy ulicy Głównej zaczęły powstawać budynki, głównie gospodarcze, wykonane z kamienia żużlowego i kamienia wapiennego. Oba materiały były łatwo dostępne, gdyż pierwszy był bezpłatnie udostępniany bobrownickim rolnikom przez hutę żelaza znajdującą się w pobliskich Tarnowskich Górach, drugi zaś wydobywany był na miejscu, w Bobrownikach, oraz w sąsiednich Piekarach Rudnych. Pierwszym budynkiem wzniesionym w ten sposób była w 1878 roku stodoła Jana Tomczyka przy ul. Głównej 12. W kolejnych latach przy wykorzystaniu tego budulca powstały budynki przy ul. Głównej 14, 28, 30 i 32; stodoły, obory, domy i parkany.
Najprawdopodobniej w 1826 roku w chacie wiejskiej Kacpra Boncola przy ulicy Głównej 13 założono szkołę podstawową. Wcześniej dzieci z Bobrownik na zajęcia uczęszczały do szkoły parafialnej w Reptach. Tuż przed wybuchem I wojny światowej ze względu na niewystarczającą wielkość pomieszczeń, obok istniejącej chaty na należącej również do Boncola działce wzniesiono nowy, jednopiętrowy budynek szkoły. Placówka w tym miejscu funkcjonowała do 1894 roku, kiedy to wybudowano nową szkołę przy Schulstraße (pol. ‘ulica Szkolna’; obecnie ulica Księdza Wiktora Sojki, a wcześniej fragment ulicy Topolowej).
Od 1920 roku przy ul. Głównej 4 funkcjonowała założona przez Josepha Kazimierka druga bobrownicka kuźnia (pierwsza została uruchomiona na początku XX wieku przez Rotkegla w domu przy obecnej ulicy Puszkina 29). W 1926 zakład przeniesiony został na ulicę Tarnogórską (obecnie Józefa Korola) 16.
W latach 1902–1972 w Bobrownikach działała ochotnicza straż pożarna, której siedzibą była remiza z wieżą ćwiczebną znajdująca się przy ulicy Głównej, nieopodal stawu, który przekształcono po II wojnie światowej w zbiornik przeciwpożarowy. Wykorzystywano go do lat 60. XX wieku, kiedy to został zasypany. Budynek remizy zaś rozebrano w latach 70. XX wieku. Mniej więcej w tym samym czasie bieg przepływającej wzdłuż drogi rzeki Stoły został zmieniony i rzekę poprowadzono podziemnym rurociągiem pod ulicą.
W 1957 roku urząd pocztowy obsługujący Bobrowniki i Piekary Rudne przeniesiony został z ulicy Radzionkowskiej do budynku mieszczącego urząd gromady Bobrowniki (a wcześniej gminy Bobrowniki) przy ulicy Głównej 27.
W latach 2018–2019 plac, który przecina ulica Główna został wyremontowany i przekształcony w skwer. W Barbórkę 4 grudnia 2018 roku w jego części wschodniej odsłonięto pomnik gwarka będący kopią jednej z rzeźb Alojzego Niedbały, artysty ludowego z Bobrownik. Dla upamiętnienia postaci bobrownickiego rzeźbiarza gwarkowi nadano imię Alojz .

## Obiekty

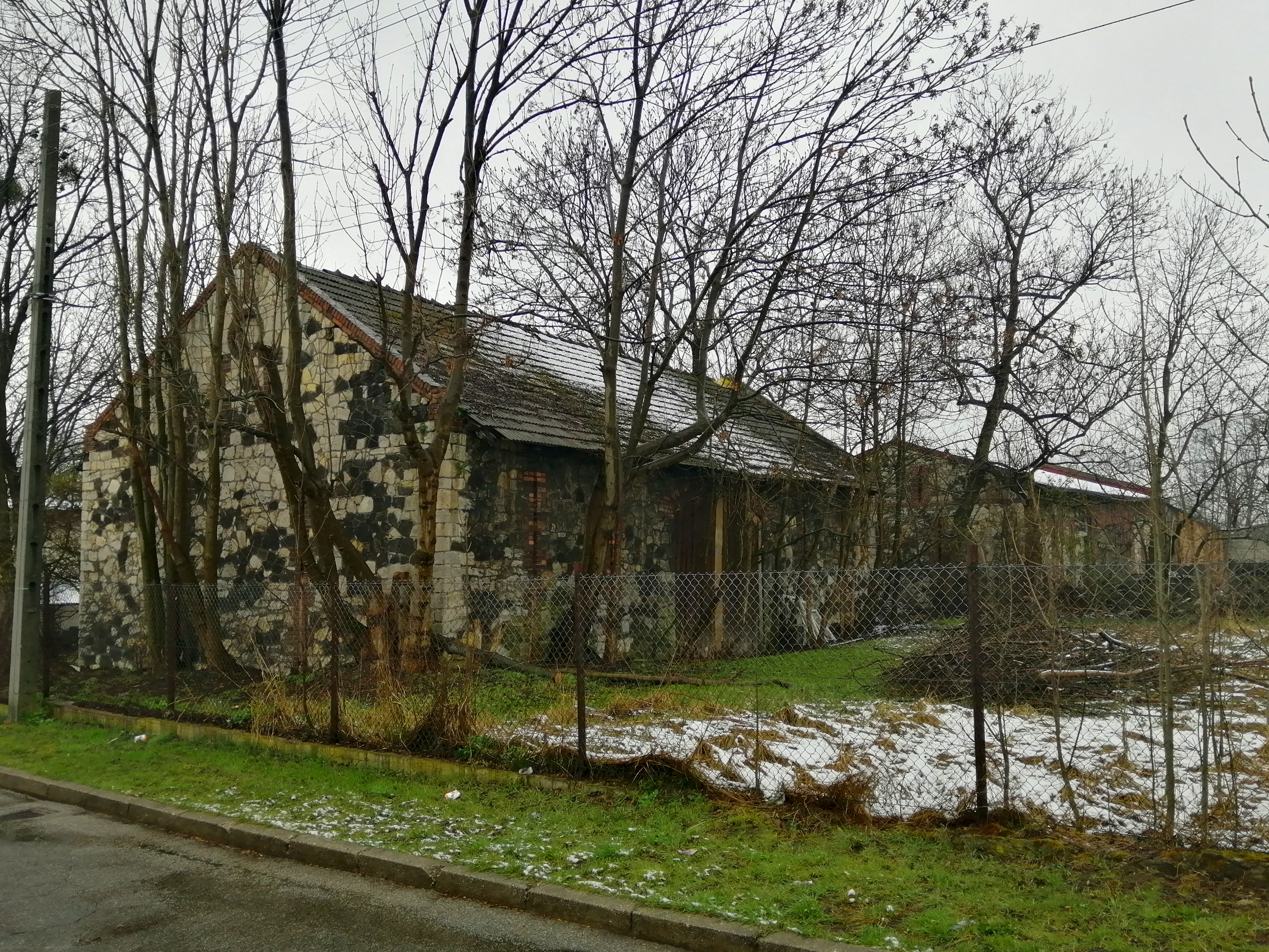
Zabytkowa stodoła z 1878 roku przy ul. Głównej 12

Przy ulicy Głównej zlokalizowany jest jeden obiekt ujęty w rejestrze zabytków województwa śląskiego. Jest to wolnostojąca kaplica z końca XVIII wieku lub przełomu XVIII i XIX wieku, orientowana, zbudowana z kamienia dolomitowego. Do rejestru wpisana została 28 maja 1966, otrzymując numer A/656/66 (obecnie A/1135/23).
Oprócz tego przy ulicy znajdują się obiekty wpisane do gminnej ewidencji zabytków miasta Tarnowskie Góry. Są to:
- budynki mieszkalne wybudowane pod koniec XIX i na początku XX wieku – ul. Główna 2, 15, 21 i 43,
- zabudowania gospodarcze z końca XIX wieku – ul. Główna 14, 32 i 37,
- dwie stodoły: jedna z drugiej połowy XIX wieku (ul. Główna 3), druga z przełomu XIX i XX wieku (ul. Główna 12),
- krzyż przydrożny z ok. 1970 roku – ul. Główna 47.

Poza tym przy ul. Głównej 27 znajduje się budynek, w którym mieści się urząd pocztowy oraz filia nr 4 Miejskiej Biblioteki Publicznej im. Bolesława Lubosza w Tarnowskich Górach, a do 2020 roku również siedziba Rady Dzielnicy Bobrowniki Śląskie-Piekary Rudne.
Przy ulicy rosną też drzewa będące pomnikami przyrody – wiąz szypułkowy przy ul. Głównej 33 oraz dwie lipy drobnolistne: przy ulicy Głównej 28 i Głównej 35 .

## Komunikacja
Według stanu z marca 2024 roku ulicą Główną kursują autobusy organizowane przez Zarząd Transportu Metropolitalnego , obsługujące następujące linie:
- 142 (Tarnowskie Góry Dworzec – Strzybnica Kościelna),
- 289 (Tarnowskie Góry Dworzec – Repty Śląskie Witosa),
- 735 (Bytom Dworzec – Tarnowskie Góry Dworzec),
- 749 (Tarnowskie Góry Plac Zembali – Stare Tarnowice GCR).

Przy ulicy zlokalizowany jest przystanek autobusowy Bobrowniki Śląskie Poczta.

## Mieszkalnictwo
Według danych Urzędu Stanu Cywilnego na dzień 31 grudnia 2022 roku przy ulicy Głównej zameldowanych na pobyt stały było 141 osób.

## Galeria

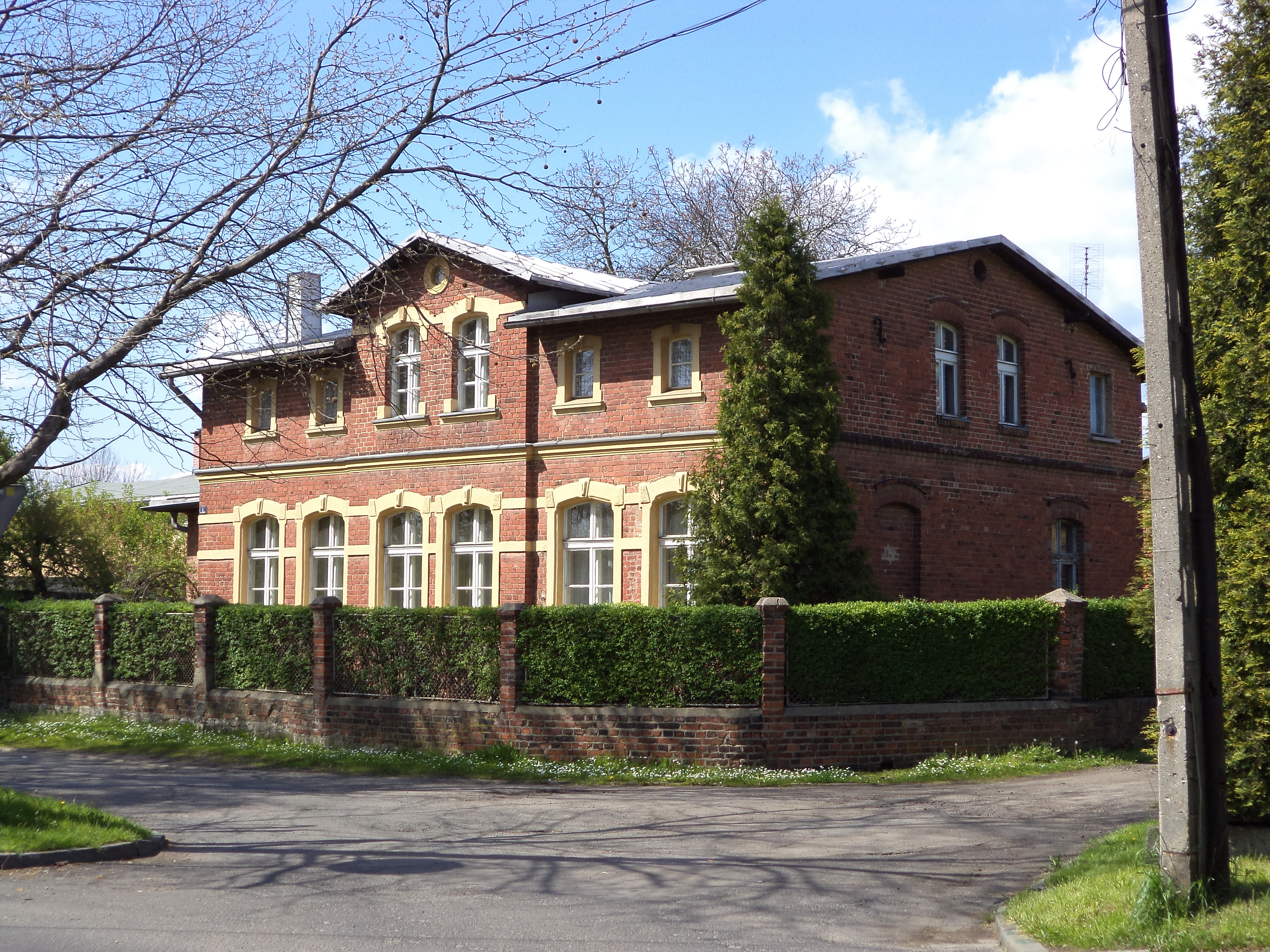
Zabytkowy dom przy ul. Głównej 2
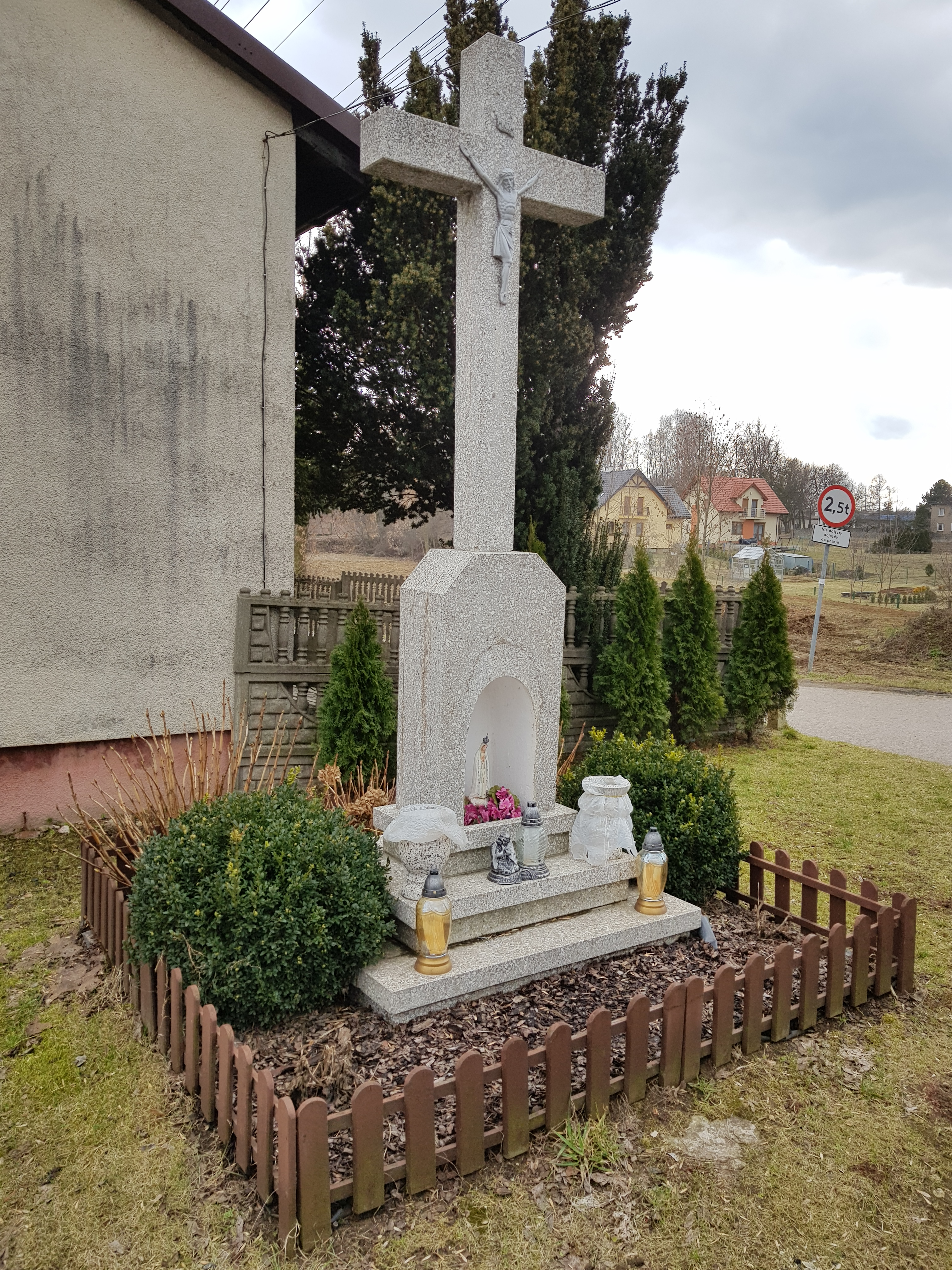
Zabytkowy krzyż przy ul. Głównej 47
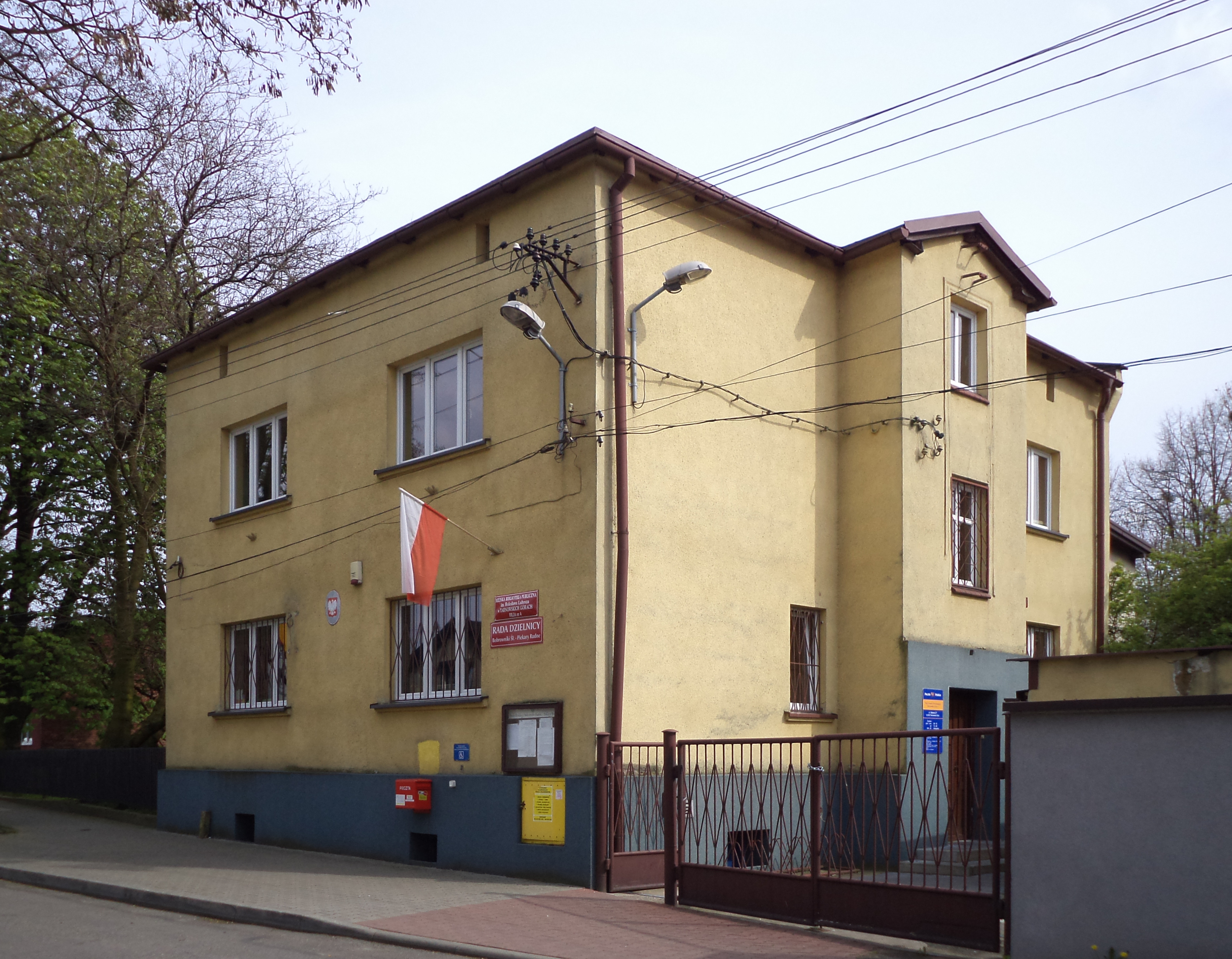
Budynek przy ul. Głównej 27
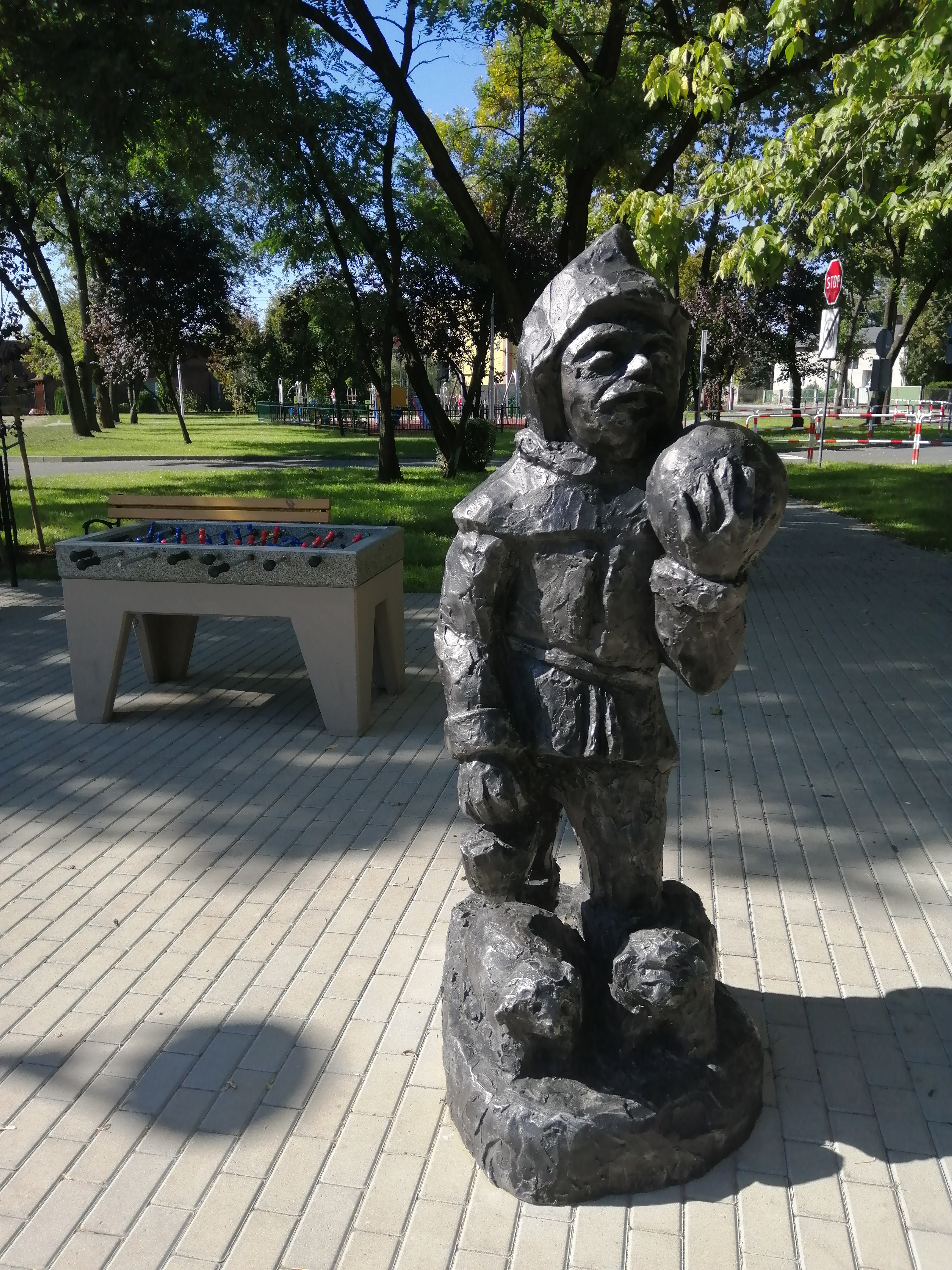
Figura gwarka tarnogórskiego